# Virginia Army National Guard
La Virginia Army National Guard è una componente della Riserva militare della Virginia  National Guard, inquadrata sotto la U.S. National Guard. Il suo quartier generale è situato presso la città di Sandston.

## Organizzazione
Attualmente, al 1 Gennaio 2018, sono attivi i seguenti reparti :

### Joint Forces Headquarters
- JFHQ, Army Element
- Medical Detachment
- Recruiting & Retention Battalion
- 229th Trial Defense Team - Fort Belvoir
- 34th Civil Suport Team (WMD) - Fort Pickett

### 29th Infantry Division
- Division Headquarters & Headquarters Battalion
  -  Headquarters & Support Company (-) - Fort Belvoir
  -  Company A (Operations)
  - Company B (-) (Intelligence & Sustainment) - Maryland Army National Guard
    - Detachment 2 - Fort Belvoir

  - Company C (-) (Signal) - Maryland Army National Guard
    - Detachment 1 - Fort Belvoir

  - 29th Infantry Division Army Band - Clifton Forge

#### 116th Infantry Brigade Combat Team
- Headquarters & Headquarters Company - Lynchburg
- 1st Battalion, 116th Infantry Regiment
  -  Headquarters & Headquarters Company - Lynchburg
  -  Company A (-) - Bedford
    - Detachment 1 - Farmville

  -  Company B - Lexington
  -  Company C - Christiansburg
  -  Company D (-) (Weapons) - Pulaski
    - Detachment 1 - Martinsville
- 3rd Battalion, 116th Infantry Regiment
  -  Headquarters & Headquarters Company - Winchester
  -  Company A (-) - Charlottesville
    - Detachment 1 - Harrisonburg

  -  Company B - Woodstock
  -  Company C - Leeburg
  -  Company D (Weapons) - Warrenton
- 1st Battalion, 149th Infantry Regiment - Kentucky Army National Guard
- 2nd Squadron, 183rd Cavalry Regiment
  -  Headquarters & Headquarters Troop - Portsmouth
  -  Troop A - Virginia Beach
  -  Troop B - Suffolk
  -  Troop C - Virginia Beach
- 1st Battalion, 111th Field Artillery Regiment
  -  Headquarters & Headquarters Battery (-) - Norfolk
    - Detachment 1 - Hampton

  -  Battery A - Hanover
  -  Battery B - Norfolk
  -  Battery C - Hampton
- 229th Brigade Engineer Battalion
  -  Headquarters & Headquarters Company - Fredericksburg
  -  Company A - Fredericksburg
  -  Company B - Bowling
  -  Company C (Signal) - Fredericksburg
  -  Company D (Military Intelligence) - Manassas
- 429th Brigade Support Battalion
  -  Headquarters & Headquarters Company - Danville
  -  Company A (-) (DISTRO) - South Boston
    - Detachment 1 - Danville

  -  Company B (Maint) - Richmond
  -  Company C (MED) - Charlottesville
  -  Company D (-) (Forward Support) (aggregata al 2nd Squadron, 183rd Cavalry Regiment) - Franklin
    - Detachment 1 - Portsmouth

  -  Company E (Forward Support) (aggregata al 229th Brigade Engineer Battalion) - Fredericksburg
  -  Company F (Forward Support) (aggregata al 1st Battalion, 111th Field Artillery Regiment) - Norfolk
  -  Company G (Forward Support) (aggregata al 1st Battalion, 116th Infantry Regiment) - Lynchburg
  -  Company H (Forward Support) (aggregata al 3rd Battalion, 116th Infantry Regiment) - Winchester

### 91st Troop Command
- Headquarters & Headquarters Company - Bowling Green
- Aviation Support Facility #1 - Sandston ANG Aviation Complex
- 2nd Battalion, 224th Aviation Regiment (Assault Helicopter) - Sotto il controllo operativo della Expeditionary Combat Aviation Brigade, 29th Infantry Division, Maryland Army National Guard
  -  Headquarters & Headquarters Company - Sandston
  -  Company A - Sandston - Equipaggiata con 10 UH-60L 
  -  Company B - Sandston - Equipaggiata con 10 UH-60L 
  - Company C - Maryland Army National Guard
  -  Company D (AVIM) - Sandston
  -  Company E (Forward Support) - Sandston
- Detachment 2, Company C (MEDEVAC), 1st Battalion, 169th Aviation Regiment (General Support)[2] - Chesterfield - Equipaggiato con 4 HH-60L 
  - Detachment 5, Company D (AVIM), 1st Battalion, 169th Aviation Regiment (General Support)
  - Detachment 5, Company E (Forward Support), 1st Battalion, 169th Aviation Regiment (General Support)
- Detachment 1, Company A, 2nd Battalion, 151st Aviation Regiment - Chesterfield - Equipaggiato con 4 UH-72A
- Detachment 1, Company C, 2nd Battalion, 245th Aviation Regiment (Fixed Wings) - Chesterfield - Equipaggiato con 1 C-12V
- Detachment 26, Operational Support Airlift Command
- Detachment 2, Company B, 248th Aviation Support Battalion - Sandston

### 329th Regional Support Group
- Headquarters & Headquarters Company - Virginia Beach
- 1940th Contingency Contract Team - Virginia Beach
- 1945th Contingency Contract Team - Virginia Beach
- 529th Combat Sustainment Support Battalion
  -  Headquarters & Headquarters Company - Virginia Beach
  -  1173rd Transportation Company (Composite Truck Light) - Virginia Beach
  -  3647th Support Maintenance Company - Blackstone
  - 576th Engineer Utilities Detachment - Onanock
- 1030th Transportation Battalion
  -  Headquarters & Headquarters Company - Gate City
  -  1032nd Transportation Company (-) (Medium Truck, Cargo) - Gate City
    - Detachment 1 - Abingdon

  -  1710th Transportation Company (-) (Medium Truck, Cargo) - Emporia
    - Detachment 1 - Martinsville

  -  229th Military Police Company - Manassas
- 276th Engineer Battalion
  -  Headquarters & Headquarters Company - Petersburg
  -  Forward Support Company - Petersburg
  -  180th Engineer Company (Horizontal Construction) - Powhatan
  -  237th Engineer Company (Sapper) - West Point
  -  1033rd Engineer Support Company (-) - Cedar Bluff
    - Detachment 1 - Gate City

  - 157th Engineer Platoon (Quarry) - Fort Pickett
  -  229th Chemical Company - Rocky Mount

### 91st Cyber Brigade
- Headquarters & Headquarters Company - Bowling Green
- 123rd Cyber Protection Battalion
  -  Headquarters & Headquarters Company - Fairfax
  -  133rd Cyber Security Company - Fairfax
  -  143rd Cyber Warfare Company - Fairfax
- 124th Cyber Protection Battalion
  -  Headquarters & Headquarters Company - Fairfax
  -  134rd Cyber Security Company - Fairfax
  -  144rd Cyber Warfare Company - Fairfax
- Information Operations Support Center - Fairfax
- 125th Cyber Protection Battalion, South Carolina Army National Guard
- 126th Cyber Protection Battalion, Massachusetts Army National Guard
- 127th Cyber Protection Battalion, Indiana Army National Guard

### 183rd Regiment, Regional Training Institute
- 1st Battalion - Fort Pickett
- 2nd Battalion - Fort Pickett
- 3rd Battalion - Fort Pickett

### Fort Pickett Maneuver Training Center
- 134th Chaplain Support Team